# Евстатий Пелагонийски
Евстатий е български духовник, управлявал Нишавската и Одринската епархия на Българската екзархия. Евстатий е един от най-образованите ранни екзархийски владици, депутат в Учредителното и Първото велико народно събрание в 1879 година в Търново.

## Биография

### Ранни години
Роден е около 1832 година в село Голямо Белово със светското име Георги Димитракиев Кольов в многодетното семейство на касапина Димитраки Кольов Бузьов. Негов племенник е журналистът и писател Никола Владикин. Учи в килийното училище в Голямо Белово и в Пловдив, след което три години работи в касапницата на баща си. На 17 години прочита книгата „Алексий, человек Божий“ и на 18 заминава за Рилския манастир, където се замонашва под името Евстатий. В 1853 година се мести в Зографския манастир на Света гора, където работи в канцеларията на манастира. Игуменът Натанаил го праща да учи на издръжка на манастира в богословското училище на Халки. След това придружава Натанаил по работа във Влашко и Молдова и Натанаил го настанява да учи в Духовната семинария в Яш. По-късно Евстатий учи в Киевската духовна семинария, в която завършва средно образование, а в 1866 година завършва и богословие в Московската духовна академия като „магистър по богословие“ и заминава за Берлин, където слуша една година лекции по философия. През 1867 - 1870 година завършва медицина в Париж. След завръщането си в Османската империя се установява в Зографския манастир, където отваря училище и болница.

### Пелагонийски митрополит
Включва се в българската църковна борба, като е сред дейците, които смятат, че бъдещата българска църква трябва да обхваща етническите български граници. След провъзгласяването на Българската екзархия, през юли 1872 година е извикан в Цариград и на 20 септември 1872 година Евстатий е ръкоположен за митрополит на Пелагонийската епархия на Екзархията, която обхваща Прилепската, Битолската и Леринската кааза със седалище в Битоля. Марко Балабанов пише за избора на Евстатий: „Негово преподобие Евстатий Пелагонийски, един от най-учените и най-образовани лица в родното ни духовенство, който се надяваме да спомогне за напредъка на народа ни“.
Въпреки честите прошения от Битолската българска община и от другите български общини в епархията, че искат свой архиерей, Евстатий не получава берат от османските власти и до 1874 година остава в столицата. От Цариград той управлява дистанционно епархията, като поддържа постоянна връзка с Битолската община, лично с най-влиятелните ѝ членове братя Димитър и Никола Робеви, дава указания за църковните дела, изпраща екзархийски вули, настоява за повече народни прошения, чрез които въз основа на член № 10 от Фермана за Екзархията, тя да действа пред Високата порта. Поради отсъствието на екзархийски архиерей от Битоля, въпреки настояванията на епархията, Екзархията няколко пъти отлага включването на Пелагонийската и Мъгленска епархия в предложенията си до правителството.

### Управляващ Нишавската епархия
От октомври 1874 година е временно управляващ Нишавската епархия в Пирот. В Пирот Евстатий първо се заема с увеличаване на училищата в града, за да могат да се образоват учители и за селата. През 1876 година избухва Априлското въстание и в Пиротско се появат черкезки банди, които заграбват добитъка на селяните. Евстатий изпраща писмо до великия везир Мидхат паша, на когото в 1872 година в Цариград е учител по френски, и везирът решава въпроса в полза на селяните.
Евстатий Пелагонийски участва активно в съпротивата на пиротчани срещу установеното през Руско-турската война сръбско управление. През декември 1877 година в отговор на речта на командира на окупиралия Пирот сръбски Тимошки корпус, който заявява че Сърбия е дошла да прибера под крилото си „своите изгубени чада“ митрополит Евстатий заявява, че православните българи от Нишавската епархия са особено щастливи да посрещнат братските сръбски войски, които рамо до рамо с русите сполучили да дадат
| „ | независимост и свобода на България и да я повикат на държавен и самостоятелен живот. | “ |

Сръбските власти се опитват да спечелят на своя страна митрополит Евстатий и му предлагат да стане глава на цялата сръбска църква, ако подпише благодарствен адрес до княз Милан, в който се обявява че населението на Нишавска епархия е сръбско и иска да остане под сръбска власт. Евстатий отговаря с категоричен отказ, като заявява, че паството му е от чисти българи и той е изпратен да ги управлява като такива. През февруари сръбските власти отново правят опит да накарат пиротчани да подпишат благодарствен адрес до княз Милан, но отново без успех. На 9 февруари е проведена антисръбска демонстрация и затова 48 души от българската община са арестувани, а на 11 февруари Евстатий Пелагонийски интерниран в Крушевац, но е освободен след застъпничество на руската администрация в България и занасянето от специален руски пратеник на ордена „Света Анна“ II степен на интернирания Евстатий в Крушевац.
През юни 1878 година е екстрадиран от сръбските окупационни власти.
През декември 1878 година екзарх Йосиф I се опитва неуспешно да издейства от османските власти да позволят на Евстатий да замине като временно-управляващ Охридската екзархийска епархия.

### Депутат в Учредителното и I ВНС
Евстатий Пелагонийски участва в Учредителното събрание в Търново, където защитава консервативни позиции и подписва адреса против залагането в конституцията на безусловна свобода на печата и сдружаването. Митрополит Евстатий защитава тезата, че не трябва да се насърчава емиграцията на българите от неосвободените краища, а новата държава трябва да се грижи за поддържането на тяхното национално съзнание. След участието си в Учредителното е депутат и в Първото велико народно събрание. След това ръководи Самоковското екзархийско духовно училище.

### Управляващ Одринската епархия
През 1883 г. се установява в Цариград. В началото на 1884 година екзарх Йосиф I Български отново обмисля да го направи охридски митрополит и се опитва да убеди представителите на Охридската българска община Димитър Попсимов и Ангел Групчев да го приемат. От 1885 година ръководи Одринската българска епархия. При управлението му в Одрин успява да укрепи българското църковно и учебно дело, подобрява отношенията с османските власти и вследствие успява да отслаби гръцкото влияние. Руският консул в Одрин Г. Лешин обаче не е доволен от дейността на Евстатий в Одрин и иска от екзарха замяната му, тъй като в областта се усилили и униатството и гърцизмът.
Евстатий Пелагонийски умира на 9 декември 1888 година в Одрин и е погребан в българската църква „Св. св. Константин и Елена“ в Одрин. Опелото е извършено от епископ Синесий Стовийски, който и замества Евстатий като управляващ епархията в Одрин.

## Памет
На Евстатий Пелагонийски е наречена улица в квартал „Лагера“ в София (Карта).